# ウェルカム・トゥ・パラダイス
「ウェルカム・トゥ・パラダイス」（Welcome to Paradise）は、アメリカのロックバンド、グリーン・デイの楽曲。バンドの2枚目のアルバム『カープランク』、及び3作目のメジャー・スタジオ・アルバム『ドゥーキー』に収録され、後者の方のヴァージョンがシングルカットされた。
作詞はビリー・ジョー・アームストロング、作曲はグリーン・デイ。

## 概要
ビリーのエレキギターの音ではじまり、バンドサウンド中心のアレンジになっている。バンドのコンピレーション・アルバム『インターナショナル・スーパーヒッツ!』にも収録されている。
また、この曲にはミュージック・ビデオが作成されており、バンドのパフォーマンスに合わせてスタジオバージョンが流れる。
加えて、バンドのライヴでも演奏されており、バンドのいくつかのEPにも収録された。